# Église Saint-Maurice de Boëge
L'église Saint-Maurice de Boëge est une église française catholique située en Haute-Savoie, sur la commune de Boëge. Elle est placée sous le patronage du saint Maurice d'Agaune, capitaine de la Légion Thébéenne, martyrisé à Octodure en Valais.

## Historique
L'église de Boëge a été reconstruite entre 1855 et 1858 par les architectes Jean Michaud et Michel Champlanaz, dans le style néogothique. 
Le tailleur de pierre François Marie Félisaz, « dit le Miton, paysan du Bourgeau (Villard-sur-Boëge) » est à l'origine des pierres de la façade.

## Description
Extérieurement sa particularité réside dans son clocher octogonal néogothique du XVIIe siècle, unique en Haute-Savoie.
Intérieurement le plan est celui d'une église à trois 3 nefs sans transept, chaque nef latérale se terminant par une chapelle ; celle du côté nord est consacrée à Saint-Joseph, celle du sud à Notre-Dame des Voirons.

## Mobilier
L'orgue de tribune et sa partie instrumentale  Inscrit MH (1977, 1993). L'orgue a été donné à Boëge par l'empereur Napoléon III au moment du rattachement de la Savoie à la France. Par comparaison avec l'orgue de Saint-Nicolas-la-Chapelle (Savoie), on l'attribue à l'abbé Clergeau, facteur parisien.
La statue de Notre-Dame des Voirons, vierge noire, est réputée avoir été rapportée par un croisé d'origine savoyarde. Vénérée depuis le milieu du XVe siècle à Notre-Dame-des-Voirons, la statue, ainsi que l'ensemble du mobilier de la chapelle sont vendus à l'encan à la suite d'un incendie et de l'arrêt du pèlerinage. Elle est achetée par la paroisse de Boëge qui la place sur l'autel. En 1852, le curé de Boëge, Félix Sache, obtient auprès d'un paysan une autre Vierge Noire, qui aurait été donnée par les moines, puis cachée jusqu'à cette « découverte ».

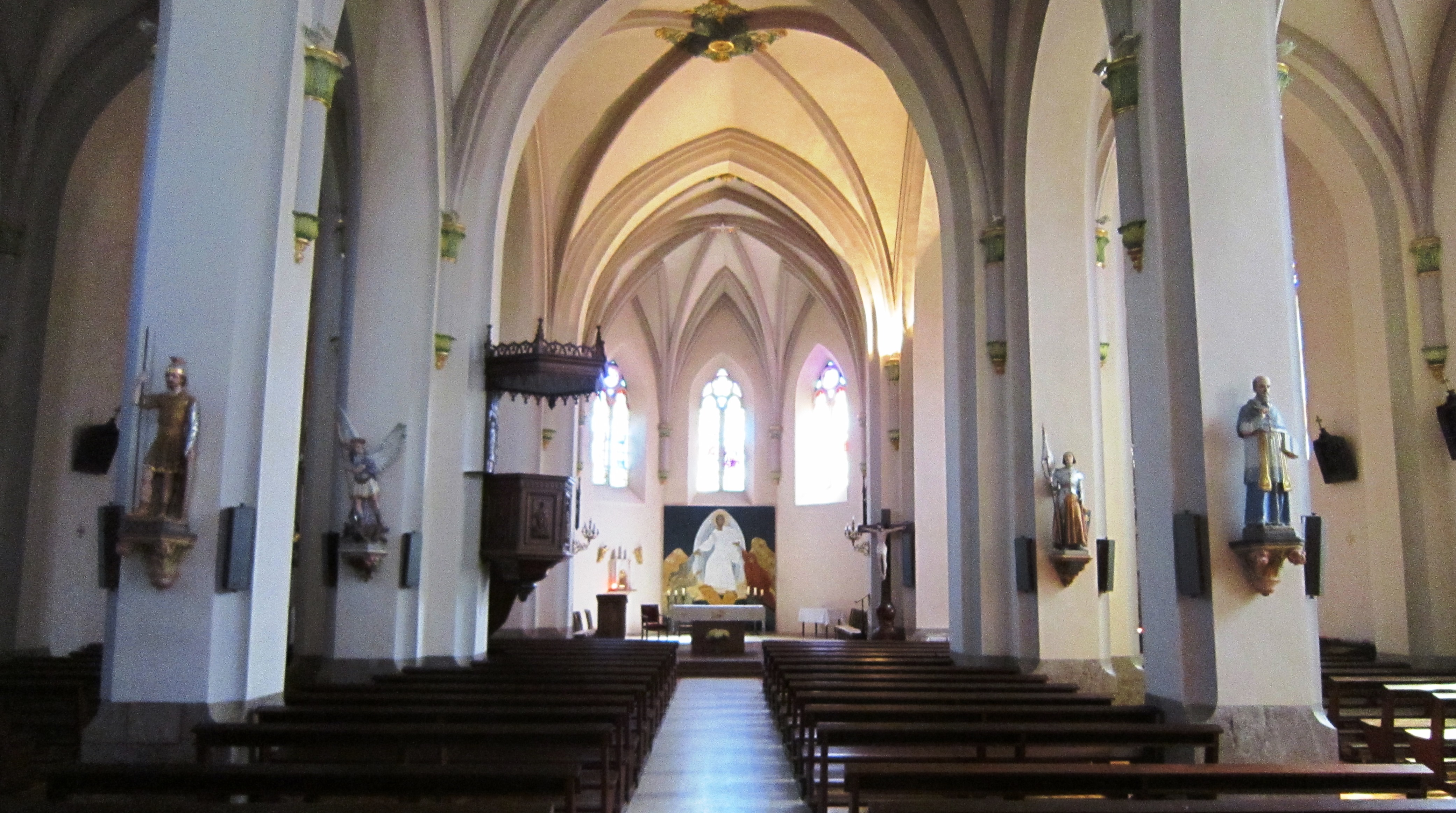
La nef.
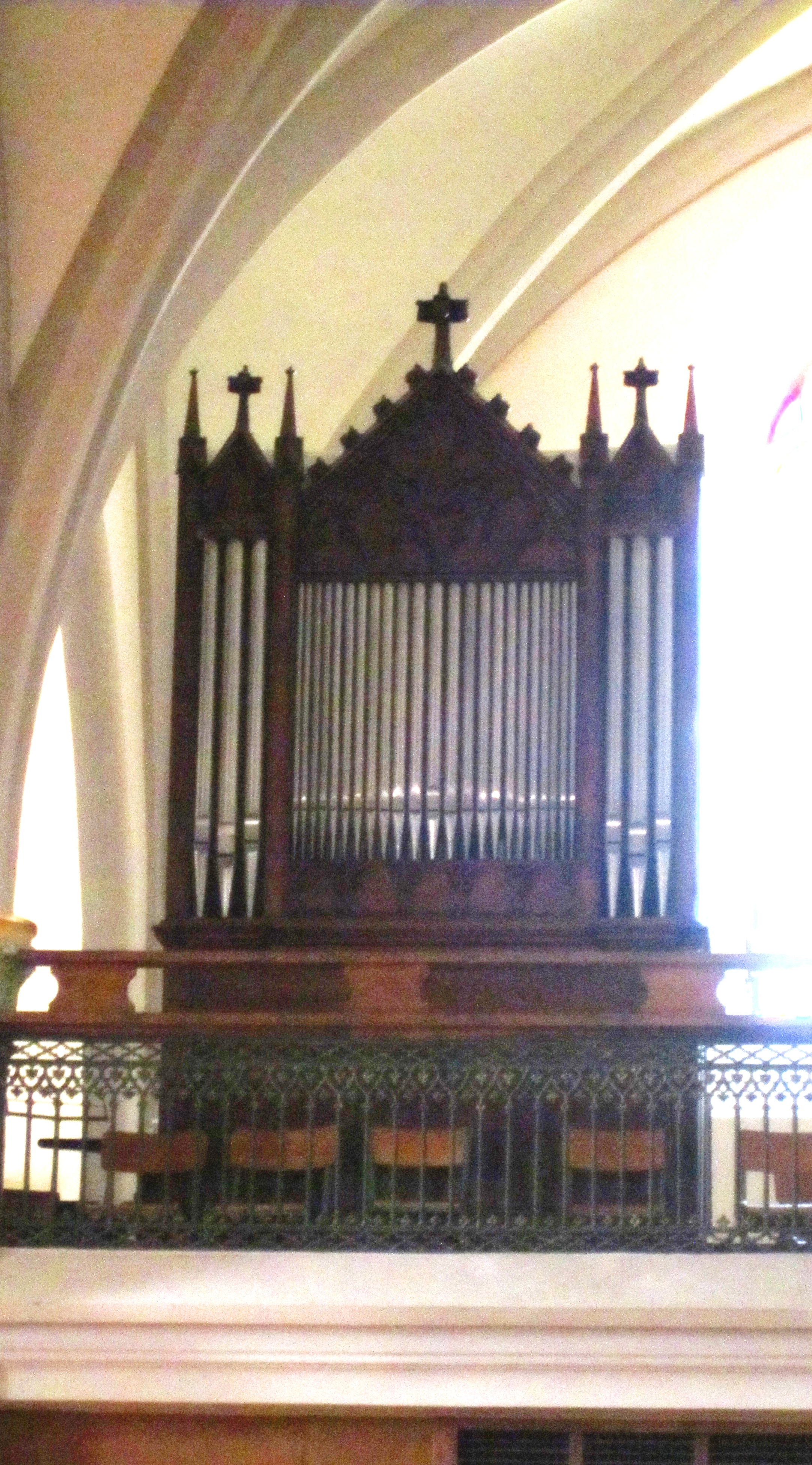
L'orgue.
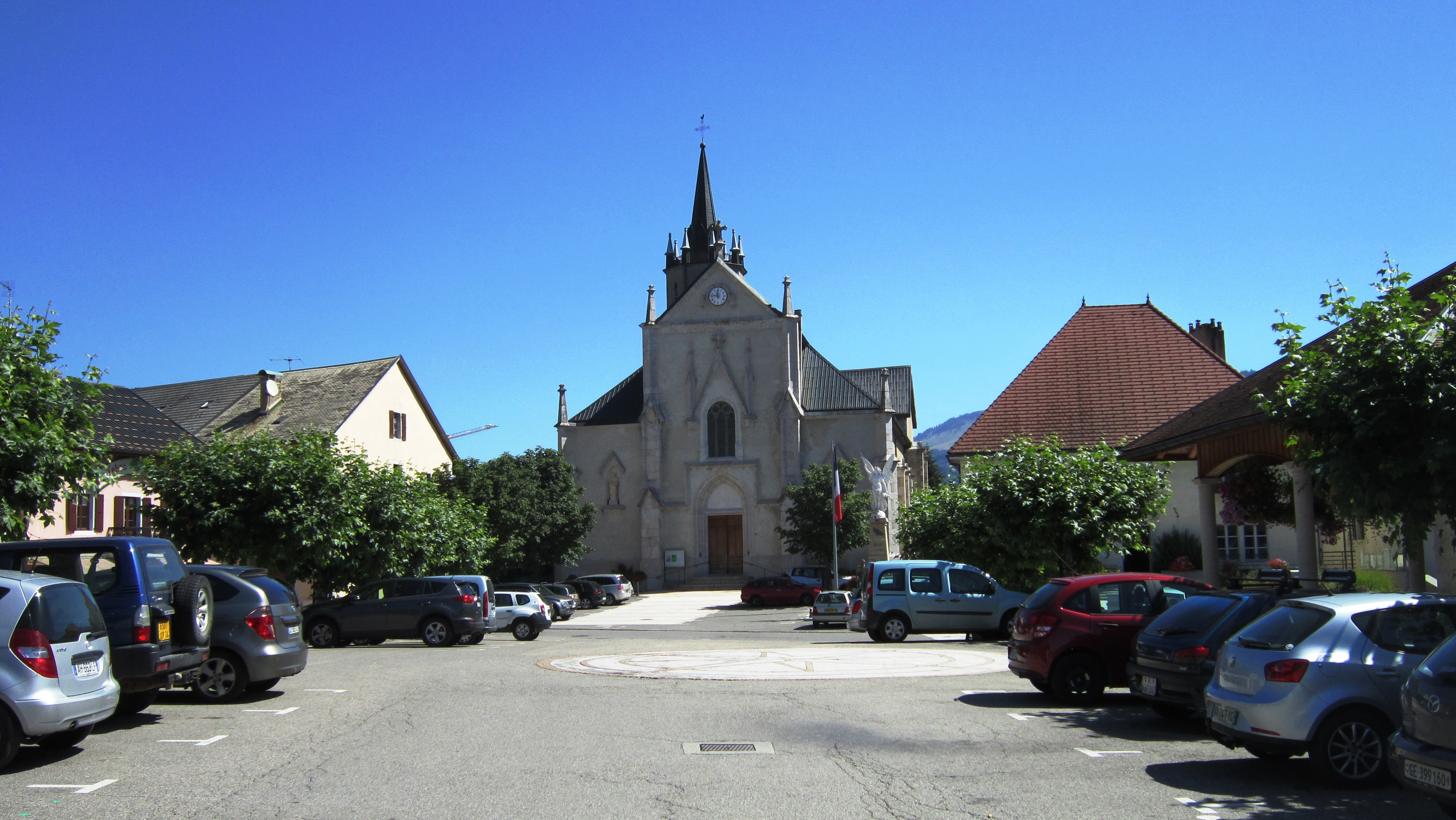
La place et l'église.
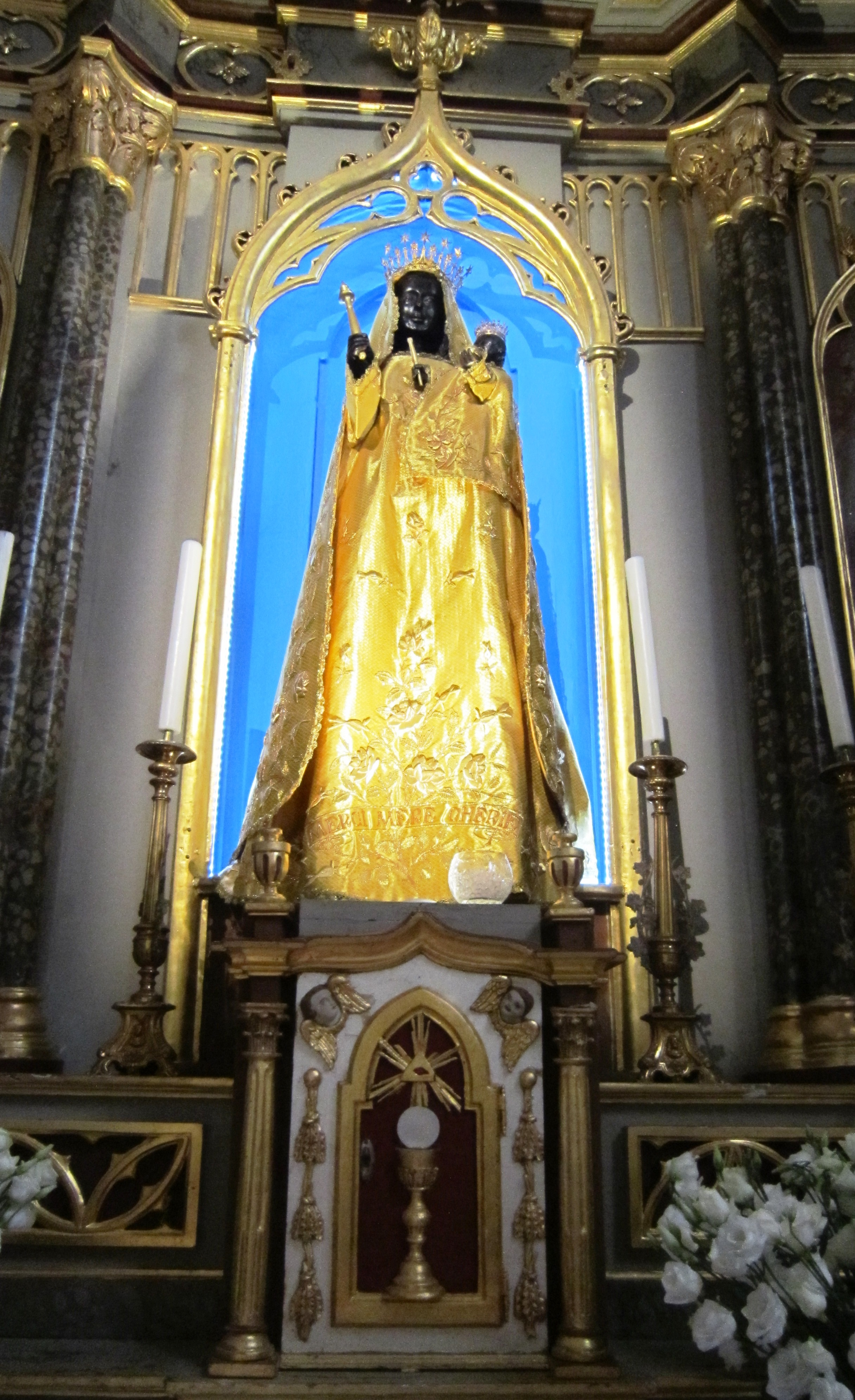
La vierge noire.
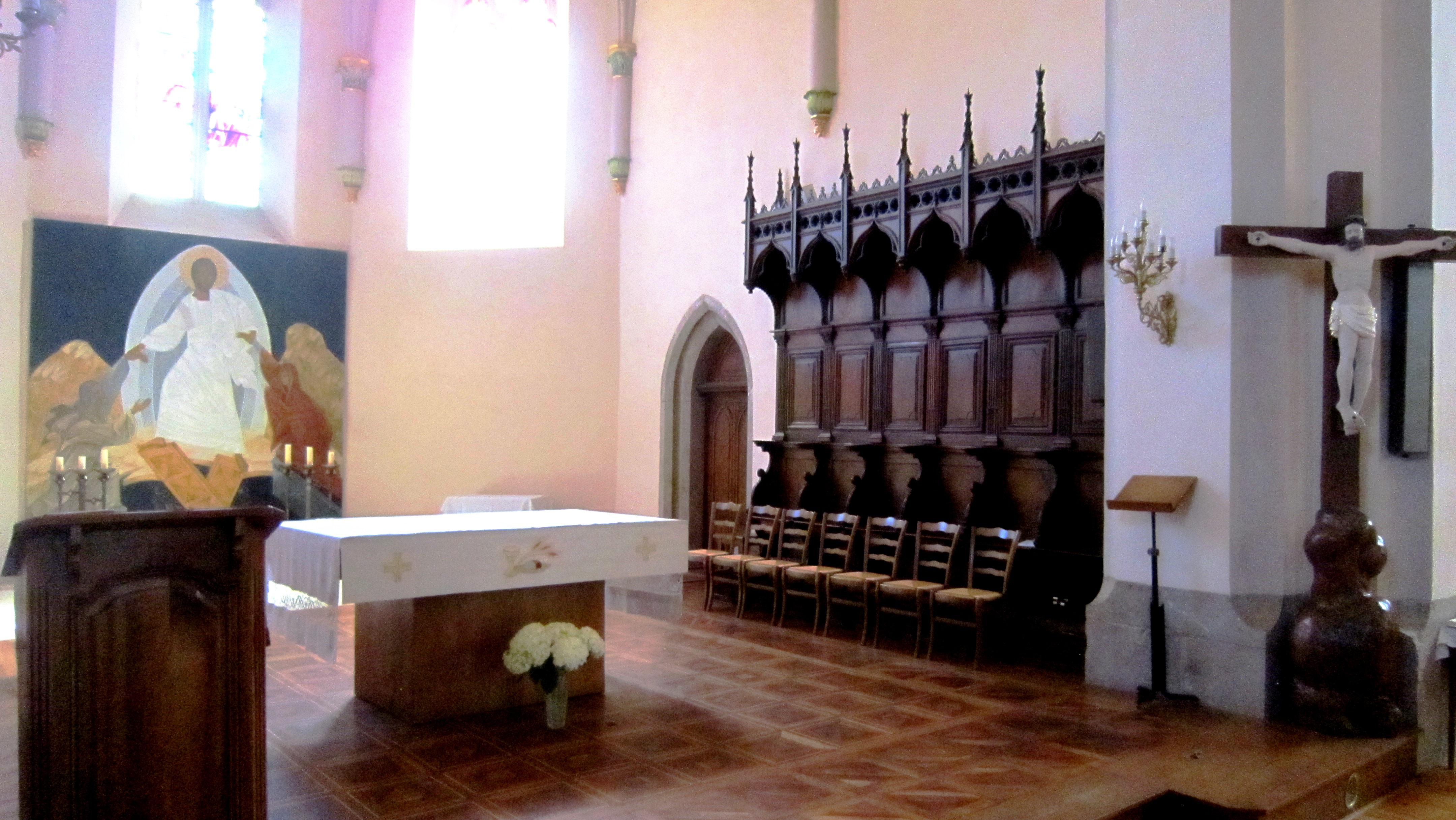
Le chœur et les stalles.